# Ігнашевич Сергій Миколайович
Сергі́й Микола́йович Ігнаше́вич (нар. 14 липня 1979, м. Москва, РРФСР) — колишній російський футболіст, що виступав на позиції захисника (іноді опорного півзахисника. По завершенні ігрової кар'єри — тренер. Заслужений майстер спорту Росії (2005).
Виступав, зокрема, за клуб ЦСКА (Москва), а також національну збірну Росії.
Семиразовий чемпіон Росії. Шестиразовий володар Кубка Росії. Володар Кубка УЄФА.

## Біографія

### Клубна кар'єра
Футболом почав займатися у 1988 році в команді під назвою „Клуб «Торпедо»“ (туди відправляли юнаків, що не проходили до ДЮСШ московського «Торпедо»). Умови для тренувань були жахливі й Сергій поступово почав втрачати інтерес до тренувань, відновити який зміг лише тренер Віктор Шустіков. Трохи згодом Микола Савичев забрав талановитого хлопця до ДЮСШ.
Однак потрапити до дубля московських автозаводців не вдалося і на початку 1997 року Ігнашевич опинився у молодіжці «Спартака», звідки один із заможних вболівальників «народного клубу» запросив його до команди «Патріот», яку повністю фінансував. Тренером тієї команди був Юрій Севідов, з подачі якого Ігнашевич опинився у «Спартак-Орєхово». Саме тут він зміг відчути усі особливості справжнього футболу: перельоти, конкуренція, інтриги. 
Відігравши 17 поєдинків у Орєхово-Зуєво, Сергій вирушив на перегляд до самарських «Крил Рад», де виступали тоді такі відомі на той час гравці як Юрій Сак, Зураб Попхадзе та інші. Гра молодого захисника припала до душі Олександру Тарханову і самарці підписали з ним контракт. Ігнашевич поступово набирався досвіду і другий сезон у «Крилах Рад» розпочав уже як основний гравець. Не дивно, що його запросили до молодіжної збірної Росії, адже Сергій демонстрував не за роками зрілу гру.
Окрім виклику до молодіжної команди Ігнашевич отримав пропозиції від московських «Торпедо» та «Локомотива» і за порадою Олександра Бородюка обрав саме залізничників, через те, що вони були більш стабільними та мали міцнішу репутацію на той час. Не зважаючи на травму, що завадила повноцінно провести збори, Сергій розпочав сезон як основний захисник команди. А у 2002 футболісти «Локомотива» зробили справжній подвиг, вигравши золоті медалі чемпіонату Росії.
Вважаючи, що залізничники досягли піку розвитку клуба, Ігнашевич відгукнувся на пропозицію Євгена Гінера перейти до ЦСКА. У армійській команді Сергій одразу ж став своїм і отримав право виводити команду на поле з капітанською пов'язкою. У 2005 році футболісти ЦСКА золотими літерами вписали свої імена в літопис російського футболу, вигравши Кубок УЄФА, чого не вдавалося раніше жодному російському клубу. За перемогу у цьому турнірі Ігнашевич був удостоєний почесного звання «Заслужений майстер спорту Росії».
Сергій Ігнашевич зарекомендував себе як один з найсильніших та найнадійніших захисників чемпіонату Росії та неодноразово отримував запрошення від таких іноземних та російських клубів як «Евертон», «Зеніт» та «Спартак», проте завжди відповідав відмовою, пов'язуючи свою кар'єру з ЦСКА.
Влітку 2018 року, після виступу на чемпіонаті світу в Росії, завершив кар'єру гравця.

### Виступи у збірній
У складі національної збірної Росії дебютував 21 серпня 2002 року у матчі зі збірною Швеції. А вперше відзначився вже у шостому поєдинку у червоно-білій формі — у матчі проти збірної Швейцарії 7 червня 2003 року (2:2). До того ж відправив у ворота швейцарців одразу два м'ячі в одному матчі, врятувавши збірну Росії від поразки.

Невдача спіткала Ігнашевича у 2004 році, коли через травму коліна він не потрапив до заявки збірної на Євро 2004. Однак чотири роки потому був основним захисником збірної, зробивши значний внесок в успіхи команди та разом з партнерами завоював бронзові нагороди першості Європи. У складі збірної також був учасником чемпіонату Європи 2012 року в Україні та Польщі, чемпіонату світу 2014 року в Бразилії, чемпіонату Європи 2016 року у Франції та чемпіонату світу 2018 року у Росії.

## Кар'єра тренера
У липні 2018 увійшов до складу тренерського штабу молодіжного складу ЦСКА, проте менш ніж через рік, 28 травня 2019 року вирішив покинути армійський клуб, щоб почати самостійну тренерську кар'єру.
На початку червня 2019 року Ігнашевич став головним тренером московського «Торпедо». У березні 2021 року «Торпедо» програло чотири матчі поспіль, опустилося з четвертого місця на шосте, і 22 березня контракт з Ігнашевичем був розірваний за згодою сторін.
3 жовтня 2021 року стало відомо про те, що Ігнашевич зміг досягти домовленості з керівництвом клубу «Балтика» та офіційно став його головним тренером.

## Статистика виступів

### Статистика клубних виступів
| Сезон                 | Команда               | Чемпіонат             | Чемпіонат | Чемпіонат | Національний кубок | Національний кубок | Національний кубок | Континентальні кубки | Континентальні кубки | Континентальні кубки | Інші змагання | Інші змагання | Інші змагання | Усього | Усього |
| Сезон                 | Команда               | Ліга                  | Ігор      | Голів     | Ліга               | Ігор               | Голів              | Ліга                 | Ігор                 | Голів                | Ліга          | Ігор          | Голів         | Ігор   | Голів  |
| --------------------- | --------------------- | --------------------- | --------- | --------- | ------------------ | ------------------ | ------------------ | -------------------- | -------------------- | -------------------- | ------------- | ------------- | ------------- | ------ | ------ |
| січ.-черв. 1999       | «Знамя труда»         | ПД                    | 17        | 0         | КР                 | 1                  | 0                  | -                    | -                    | -                    | -             | -             | -             | 18     | 0      |
| 1999                  | «Крила Рад» (Самара)  | ВЛ                    | 6         | 1         | КР                 | 1                  | 0                  | -                    | -                    | -                    | -             | -             | -             | 7      | 1      |
| 2000                  | «Крила Рад» (Самара)  | ВЛ                    | 25        | 1         | КР                 | 2                  | 0                  | -                    | -                    | -                    | -             | -             | -             | 27     | 1      |
| Усього за «Крила Рад» | Усього за «Крила Рад» | Усього за «Крила Рад» | 31        | 2         |                    | 3                  | 0                  |                      | -                    | -                    |               | -             | -             | 34     | 2      |
| 2001                  | «Локомотив» (Москва)  | ВЛ                    | 22        | 0         | КР                 | 2                  | 0                  | ЛЧ+КУЄФА             | 7+2                  | 1+0                  | -             | -             | -             | 33     | 1      |
| 2002                  | «Локомотив» (Москва)  | ПЛ                    | 29        | 1         | КР                 | 0                  | 0                  | ЛЧ                   | 14                   | 2                    | -             | -             | -             | 43     | 3      |
| 2003                  | «Локомотив» (Москва)  | ПЛ                    | 25        | 3         | КР                 | 1                  | 0                  | ЛЧ                   | 8                    | 2                    | СКР           | 1             | 0             | 36     | 5      |
| Усього за «Локомотив» | Усього за «Локомотив» | Усього за «Локомотив» | 76        | 4         |                    | 3                  | 0                  |                      | 31                   | 5                    |               | 1             | 0             | 111    | 9      |
| 2004                  | ЦСКА (Москва)         | ПЛ                    | 22        | 1         | КР                 | 2                  | 0                  | ЛЧ+КУЄФА             | 7+9                  | 0+2                  | СКР           | 1             | 0             | 41     | 3      |
| 2005                  | ЦСКА (Москва)         | ПЛ                    | 22        | 5         | КР                 | 6                  | 0                  | КУЄФА                | 6                    | 0                    | СУ            | 1             | 0             | 35     | 5      |
| 2006                  | ЦСКА (Москва)         | ПЛ                    | 26        | 2         | КР                 | 6                  | 1                  | ЛЧ+КУЄФА             | 6+2                  | 0                    | СКР           | 1             | 0             | 41     | 3      |
| 2007                  | ЦСКА (Москва)         | ПЛ                    | 26        | 3         | КР                 | 5                  | 0                  | ЛЧ                   | 5                    | 0                    | СКР           | 1             | 1             | 37     | 4      |
| 2008                  | ЦСКА (Москва)         | ПЛ                    | 28        | 4         | КР                 | 2                  | 1                  | КУЄФА                | 10                   | 0                    | -             | -             | -             | 40     | 5      |
| 2009                  | ЦСКА (Москва)         | ПЛ                    | 29        | 3         | КР                 | 4                  | 0                  | ЛЧ                   | 9                    | 0                    | СКР           | 1             | 0             | 44     | 3      |
| 2010                  | ЦСКА (Москва)         | ПЛ                    | 28        | 2         | КР                 | 1                  | 0                  | ЛЄ                   | 10                   | 2                    | СКР           | 1             | 0             | 40     | 4      |
| 2011–12               | ЦСКА (Москва)         | ПЛ                    | 38        | 5         | КР                 | 4                  | 2                  | ЛЧ                   | 8                    | 0                    | СКР           | 1             | 0             | 51     | 7      |
| 2012–13               | ЦСКА (Москва)         | ПЛ                    | 28        | 0         | КР                 | 3                  | 0                  | ЛЄ                   | 2                    | 0                    | -             | -             | -             | 33     | 0      |
| 2013–14               | ЦСКА (Москва)         | ПЛ                    | 30        | 2         | КР                 | 1                  | 0                  | ЛЧ                   | 6                    | 0                    | СКР           | 1             | 1             | 38     | 3      |
| 2014–15               | ЦСКА (Москва)         | ПЛ                    | 30        | 0         | КР                 | 2                  | 0                  | ЛЧ                   | 6                    | 0                    | СКР           | 1             | 0             | 39     | 0      |
| 2015–16               | ЦСКА (Москва)         | ПЛ                    | 25        | 3         | КР                 | 3                  | 0                  | ЛЧ                   | 10                   | 1                    | -             | -             | -             | 38     | 4      |
| 2016–17               | ЦСКА (Москва)         | ПЛ                    | 24        | 4         | КР                 | 0                  | 0                  | ЛЧ                   | 4                    | 0                    | СКР           | 1             | 0             | 29     | 4      |
| 2017–18               | ЦСКА (Москва)         | ПЛ                    | 25        | 1         | КР                 | 0                  | 0                  | ЛЧ+ЛЄ                | 6+5                  | 0                    | -             | -             | -             | 36     | 1      |
| Усього за ЦСКА        | Усього за ЦСКА        | Усього за ЦСКА        | 381       | 35        |                    | 39                 | 4                  |                      | 111                  | 5                    |               | 10            | 2             | 541    | 46     |
| Усього за кар'єру     | Усього за кар'єру     | Усього за кар'єру     | 505       | 42        |                    | 46                 | 4                  |                      | 142                  | 10                   |               | 11            | 2             | 704    | 58     |

### Статистика виступів за збірну
| Дата       | Місто                   | Господарі          | Результат               | Гості              | Турнір                | Голи | Примітки |
| ---------- | ----------------------- | ------------------ | ----------------------- | ------------------ | --------------------- | ---- | -------- |
| 21-8-2002  | Москва                  | Росія              | 1 – 1                   | Швеція             | товариський матч      | -    | 71'      |
| 7-9-2002   | Москва                  | Росія              | 4 – 2                   | Ірландія           | Відбір до ЧЄ 2004     | -    |          |
| 16-10-2002 | Волгоград               | Росія              | 4 – 1                   | Албанія            | Відбір до ЧЄ 2004     | -    |          |
| 29-3-2003  | Шкодер                  | Албанія            | 3 – 1                   | Росія              | Відбір до ЧЄ 2004     | -    |          |
| 30-4-2003  | Тбілісі                 | Грузія             | 1 – 0                   | Росія              | Відбір до ЧЄ 2004     | -    | 14'      |
| 7-6-2003   | Базель                  | Швейцарія          | 2 – 2                   | Росія              | Відбір до ЧЄ 2004     | 2    |          |
| 20-8-2003  | Москва                  | Росія              | 1 – 2                   | Ізраїль            | товариський матч      | -    |          |
| 6-9-2003   | Дублін                  | Ірландія           | 1 – 1                   | Росія              | Відбір до ЧЄ 2004     | 1    | 64'      |
| 10-9-2003  | Москва                  | Росія              | 4 – 1                   | Швейцарія          | Відбір до ЧЄ 2004     | -    |          |
| 11-10-2003 | Москва                  | Росія              | 3 – 1                   | Грузія             | Відбір до ЧЄ 2004     | -    |          |
| 15-11-2003 | Москва                  | Росія              | 0 – 0                   | Уельс              | Відбір до ЧЄ 2004     | -    |          |
| 19-11-2003 | Кардіфф                 | Уельс              | 0 – 1                   | Росія              | Відбір до ЧЄ 2004     | -    |          |
| 31-3-2004  | Софія                   | Болгарія           | 2 – 2                   | Росія              | товариський матч      | -    |          |
| 28-4-2004  | Осло                    | Норвегія           | 3 – 2                   | Росія              | товариський матч      | -    | 46'      |
| 9-10-2004  | Люксембург              | Люксембург         | 0 – 4                   | Росія              | Відбір до ЧС 2006     | -    |          |
| 13-10-2004 | Лісабон                 | Португалія         | 7 – 1                   | Росія              | Відбір до ЧС 2006     | -    |          |
| 26-3-2005  | Вадуц                   | Ліхтенштейн        | 1 – 2                   | Росія              | Відбір до ЧС 2006     | -    |          |
| 30-3-2005  | Таллінн                 | Естонія            | 1 – 1                   | Росія              | Відбір до ЧС 2006     | -    |          |
| 17-8-2005  | Рига                    | Латвія             | 1 – 1                   | Росія              | Відбір до ЧС 2006     | -    |          |
| 3-9-2005   | Москва                  | Росія              | 2 – 0                   | Ліхтенштейн        | Відбір до ЧС 2006     | -    |          |
| 7-9-2005   | Москва                  | Росія              | 0 – 0                   | Португалія         | Відбір до ЧС 2006     | -    |          |
| 1-3-2006   | Москва                  | Росія              | 0 – 1                   | Бразилія           | товариський матч      | -    |          |
| 27-5-2006  | Альбасете               | Іспанія            | 0 – 0                   | Росія              | товариський матч      | -    |          |
| 16-8-2006  | Москва                  | Росія              | 1 – 0                   | Латвія             | товариський матч      | -    |          |
| 6-9-2006   | Москва                  | Росія              | 0 – 0                   | Хорватія           | Відбір до ЧЄ 2008     | -    |          |
| 7-10-2006  | Москва                  | Росія              | 1 – 1                   | Ізраїль            | Відбір до ЧЄ 2008     | -    |          |
| 11-10-2006 | Санкт-Петербург         | Росія              | 2 – 0                   | Естонія            | Відбір до ЧЄ 2008     | -    |          |
| 24-3-2007  | Таллінн                 | Естонія            | 0 – 2                   | Росія              | Відбір до ЧЄ 2008     | -    |          |
| 2-6-2007   | Санкт-Петербург         | Росія              | 4 – 0                   | Андорра            | Відбір до ЧЄ 2008     | -    |          |
| 6-6-2007   | Загреб                  | Хорватія           | 0 – 0                   | Росія              | Відбір до ЧЄ 2008     | -    |          |
| 8-9-2007   | Москва                  | Росія              | 3 – 0                   | Північна Македонія | Відбір до ЧЄ 2008     | -    |          |
| 12-9-2007  | Лондон                  | Англія             | 3 – 0                   | Росія              | Відбір до ЧЄ 2008     | -    |          |
| 17-10-2007 | Москва                  | Росія              | 2 – 1                   | Англія             | Відбір до ЧЄ 2008     | -    |          |
| 17-11-2007 | Тель-Авів               | Ізраїль            | 2 – 1                   | Росія              | Відбір до ЧЄ 2008     | -    |          |
| 26-3-2008  | Бухарест                | Румунія            | 3 – 0                   | Росія              | товариський матч      | -    |          |
| 23-5-2008  | Москва                  | Росія              | 6 – 0                   | Казахстан          | товариський матч      | -    | 62'      |
| 4-6-2008   | Бурггаузен (Альтеттінг) | Росія              | 4 – 1                   | Литва              | товариський матч      | -    |          |
| 14-6-2008  | Зальцбург               | Греція             | 0 – 1                   | Росія              | ЧЄ 2008 - 1-й етап    | -    |          |
| 18-6-2008  | Інсбрук                 | Росія              | 2 – 0                   | Швеція             | ЧЄ 2008 - 1-й етап    | -    |          |
| 21-6-2008  | Базель                  | Нідерланди         | 1 – 3 д.ч.              | Росія              | ЧЄ 2008 - 1-й етап    | -    |          |
| 26-6-2008  | Відень                  | Іспанія            | 3 – 0                   | Росія              | ЧЄ 2008 - півфінал    | -    |          |
| 20-8-2008  | Москва                  | Росія              | 1 – 1                   | Нідерланди         | товариський матч      | -    |          |
| 10-9-2008  | Москва                  | Росія              | 2 – 1                   | Уельс              | Відбір до ЧС 2010     | -    |          |
| 11-10-2008 | Дортмунд                | Німеччина          | 2 – 1                   | Росія              | Відбір до ЧС 2010     | -    |          |
| 15-10-2008 | Москва                  | Росія              | 3 – 0                   | Фінляндія          | Відбір до ЧС 2010     | -    |          |
| 28-3-2009  | Москва                  | Росія              | 2 – 0                   | Азербайджан        | Відбір до ЧС 2010     | -    |          |
| 1-4-2009   | Вадуц                   | Ліхтенштейн        | 0 – 1                   | Росія              | Відбір до ЧС 2010     | -    |          |
| 10-6-2009  | Гельсінкі               | Фінляндія          | 0 – 3                   | Росія              | Відбір до ЧС 2010     | -    |          |
| 12-8-2009  | Москва                  | Росія              | 2 – 3                   | Аргентина          | товариський матч      | -    |          |
| 5-9-2009   | Санкт-Петербург         | Росія              | 3 – 0                   | Ліхтенштейн        | Відбір до ЧС 2010     | -    |          |
| 9-9-2009   | Кардіфф                 | Уельс              | 1 – 3                   | Росія              | Відбір до ЧС 2010     | -    |          |
| 10-10-2009 | Москва                  | Росія              | 0 – 1                   | Німеччина          | Відбір до ЧС 2010     | -    |          |
| 14-10-2009 | Баку                    | Азербайджан        | 1 – 1                   | Росія              | Відбір до ЧС 2010     | -    |          |
| 14-11-2009 | Москва                  | Росія              | 2 – 1                   | Словенія           | Відбір до ЧС 2010     | -    |          |
| 18-11-2009 | Марибор                 | Словенія           | 1 – 0                   | Росія              | Відбір до ЧС 2010     | -    |          |
| 3-3-2010   | Будапешт                | Угорщина           | 1 – 1                   | Росія              | товариський матч      | -    |          |
| 11-8-2010  | Санкт-Петербург         | Росія              | 1 – 0                   | Болгарія           | товариський матч      | -    |          |
| 3-9-2010   | Андорра-ла-Велья        | Андорра            | 0 – 2                   | Росія              | Відбір до ЧЄ 2012     | -    |          |
| 7-9-2010   | Москва                  | Росія              | 0 – 1                   | Словаччина         | Відбір до ЧЄ 2012     | -    | 81'      |
| 8-10-2010  | Дублін                  | Ірландія           | 2 – 3                   | Росія              | Відбір до ЧЄ 2012     | -    |          |
| 12-10-2010 | Скоп'є                  | Північна Македонія | 0 – 1                   | Росія              | Відбір до ЧЄ 2012     | -    | 72'      |
| 17-11-2010 | Воронеж                 | Росія              | 0 – 2                   | Бельгія            | товариський матч      | -    | 63'      |
| 9-2-2011   | Абу-Дабі                | Іран               | 1 – 0                   | Росія              | товариський матч      | -    |          |
| 26-3-2011  | Єреван                  | Вірменія           | 0 – 0                   | Росія              | Відбір до ЧЄ 2012     | -    |          |
| 29-3-2011  | Доха                    | Катар              | 1 – 1                   | Росія              | товариський матч      | -    | 46'      |
| 4-6-2011   | Санкт-Петербург         | Росія              | 3 – 1                   | Вірменія           | Відбір до ЧЄ 2012     | -    | 37'      |
| 10-8-2011  | Москва                  | Росія              | 1 – 0                   | Сербія             | товариський матч      | -    | 68'      |
| 6-9-2011   | Москва                  | Росія              | 0 – 0                   | Ірландія           | Відбір до ЧЄ 2012     | -    |          |
| 7-10-2011  | Жиліна                  | Словаччина         | 0 – 1                   | Росія              | Відбір до ЧЄ 2012     | -    |          |
| 11-10-2011 | Москва                  | Росія              | 6 – 0                   | Андорра            | Відбір до ЧЄ 2012     | 1    |          |
| 11-11-2011 | Пірей                   | Греція             | 1 – 1                   | Росія              | товариський матч      | -    |          |
| 29-2-2012  | Копенгаген              | Данія              | 0 – 2                   | Росія              | товариський матч      | -    |          |
| 25-5-2012  | Москва                  | Росія              | 1 – 1                   | Уругвай            | товариський матч      | -    |          |
| 29-5-2012  | Ньйон                   | Литва              | 0 – 0                   | Росія              | товариський матч      | -    |          |
| 1-6-2012   | Цюрих                   | Росія              | 3 – 0                   | Італія             | товариський матч      | -    |          |
| 8-6-2012   | Краків                  | Росія              | 4 – 1                   | Чехія              | ЧЄ 2012 - 1-й етап    | -    |          |
| 12-6-2012  | Варшава                 | Польща             | 1 – 1                   | Росія              | ЧЄ 2012 - 1-й етап    | -    |          |
| 16-6-2012  | Варшава                 | Греція             | 1 – 0                   | Росія              | ЧЄ 2012 - 1-й етап    | -    |          |
| 15-8-2012  | Москва                  | Росія              | 1 – 1                   | Кот-д'Івуар        | товариський матч      | -    |          |
| 7-9-2012   | Москва                  | Росія              | 2 – 0                   | Північна Ірландія  | Відбір до ЧС 2014     | -    |          |
| 11-9-2012  | Єрусалим                | Ізраїль            | 0 – 4                   | Росія              | Відбір до ЧС 2014     | -    | 60'      |
| 12-10-2012 | Москва                  | Росія              | 1 – 0                   | Португалія         | Відбір до ЧС 2014     | -    |          |
| 16-10-2012 | Москва                  | Росія              | 1 – 0                   | Азербайджан        | Відбір до ЧС 2014     | -    |          |
| 14-11-2012 | Краснодар               | Росія              | 2 – 2                   | США                | товариський матч      | -    |          |
| 6-2-2013   | Марбелья                | Росія              | 2 – 0                   | Ісландія           | товариський матч      | -    |          |
| 25-3-2013  | Лондон                  | Бразилія           | 1 – 1                   | Росія              | товариський матч      | -    |          |
| 7-6-2013   | Лісабон                 | Португалія         | 1 – 0                   | Росія              | Відбір до ЧС 2014     | -    |          |
| 14-8-2013  | Белфаст                 | Північна Ірландія  | 1 – 0                   | Росія              | Відбір до ЧС 2014     | -    |          |
| 6-9-2013   | Казань                  | Росія              | 4 – 1                   | Люксембург         | Відбір до ЧС 2014     | -    |          |
| 10-9-2013  | Санкт-Петербург         | Росія              | 3 – 1                   | Ізраїль            | Відбір до ЧС 2014     | -    | 39'      |
| 15-10-2013 | Баку                    | Азербайджан        | 1 – 1                   | Росія              | Відбір до ЧС 2014     | -    |          |
| 15-11-2013 | Дубай                   | Сербія             | 1 – 1                   | Росія              | товариський матч      | -    |          |
| 19-11-2013 | Дубай                   | Росія              | 2 – 1                   | Південна Корея     | товариський матч      | -    |          |
| 5-3-2014   | Краснодар               | Росія              | 2 – 0                   | Вірменія           | товариський матч      | -    |          |
| 26-5-2014  | Санкт-Петербург         | Росія              | 1 – 0                   | Нігерія            | товариський матч      | -    |          |
| 31-5-2014  | Осло                    | Норвегія           | 1 – 1                   | Росія              | товариський матч      | -    |          |
| 6-6-2014   | Москва                  | Росія              | 2 – 0                   | Марокко            | товариський матч      | -    | 46'      |
| 17-6-2014  | Куяба                   | Південна Корея     | 1 – 1                   | Росія              | ЧС 2014 - 1-й етап    | -    |          |
| 22-6-2014  | Ріо-де-Жанейро          | Бельгія            | 1 – 0                   | Росія              | ЧС 2014 - 1-й етап    | -    |          |
| 26-6-2014  | Куритиба                | Росія              | 1 – 1                   | Алжир              | ЧС 2014 - 1-й етап    | -    |          |
| 3-9-2014   | Хімки                   | Росія              | 4 – 0                   | Азербайджан        | товариський матч      | 1    | 46'      |
| 8-9-2014   | Хімки                   | Росія              | 4 – 0                   | Ліхтенштейн        | Відбір до ЧЄ 2016     | -    |          |
| 9-10-2014  | Стокгольм               | Швеція             | 1 – 1                   | Росія              | Відбір до ЧЄ 2016     | -    |          |
| 12-10-2014 | Санкт-Петербург         | Росія              | 1 – 1                   | Молдова            | Відбір до ЧЄ 2016     | -    |          |
| 15-11-2014 | Відень                  | Австрія            | 1 – 0                   | Росія              | Відбір до ЧЄ 2016     | -    |          |
| 18-11-2014 | Будапешт                | Угорщина           | 1 – 2                   | Росія              | товариський матч      | 1    | 46'      |
| 27-3-2015  | Подгориця               | Чорногорія         | 0 – 1                   | Росія              | Відбір до ЧЄ 2016     | -    |          |
| 7-6-2015   | Москва                  | Росія              | 4 – 2                   | Білорусь           | товариський матч      | -    |          |
| 5-9-2015   | Москва                  | Росія              | 1 – 0                   | Швеція             | Відбір до ЧЄ 2016     | -    |          |
| 8-9-2015   | Вадуц                   | Ліхтенштейн        | 0 – 7                   | Росія              | Відбір до ЧЄ 2016     | -    |          |
| 9-10-2015  | Кишинів                 | Молдова            | 1 – 2                   | Росія              | Відбір до ЧЄ 2016     | 1    |          |
| 12-10-2015 | Москва                  | Росія              | 2 – 0                   | Чорногорія         | Відбір до ЧЄ 2016     | -    |          |
| 14-11-2015 | Краснодар               | Росія              | 1 – 0                   | Португалія         | товариський матч      | -    |          |
| 17-11-2015 | Спліт                   | Хорватія           | 3 – 1                   | Росія              | товариський матч      | -    | 89'      |
| 26-3-2016  | Москва                  | Росія              | 3 – 0                   | Литва              | товариський матч      | -    | кап.     |
| 1-6-2016   | Інсбрук                 | Чехія              | 2 – 1                   | Росія              | товариський матч      | -    |          |
| 5-6-2016   | Монако                  | Сербія             | 1 – 1                   | Росія              | товариський матч      | -    |          |
| 11-6-2016  | Марсель                 | Англія             | 1 – 1                   | Росія              | ЧЄ 2016 - 1-й етап    | -    |          |
| 15-6-2016  | Лілль                   | Росія              | 1 – 2                   | Словаччина         | ЧЄ 2016 - 1-й етап    | -    |          |
| 20-6-2016  | Тулуза                  | Уельс              | 3 – 0                   | Росія              | ЧЄ 2016 - 1-й етап    | -    |          |
| 30-5-2018  | Інсбрук                 | Австрія            | 1 – 0                   | Росія              | товариський матч      | -    |          |
| 5-6-2018   | Москва                  | Росія              | 1 – 1                   | Туреччина          | товариський матч      | -    |          |
| 14-6-2018  | Москва                  | Росія              | 5 – 0                   | Саудівська Аравія  | ЧС 2018 - 1-й етап    | -    |          |
| 19-6-2018  | Санкт-Петербург         | Росія              | 3 – 1                   | Єгипет             | ЧС 2018 - 1-й етап    | -    |          |
| 25-6-2018  | Самара                  | Уругвай            | 3 – 0                   | Росія              | ЧС 2018 - 1-й етап    | -    |          |
| 1-7-2018   | Москва                  | Іспанія            | 1 – 1 д.ч. (3 – 4 п.п.) | Росія              | ЧС 2018 - 1/8 фіналу  | -    |          |
| 7-7-2018   | Сочі                    | Росія              | 2 – 2 д.ч. (3 – 4 п.п.) | Хорватія           | ЧС 2018 - чвертьфінал | -    |          |
| Усього     |                         | Матчів (1 місце)   | 127                     |                    | Голів                 | 8    |          |

## Досягнення
Клубні трофеї
- Чемпіон Росії (7):

Локомотив (Москва): 2002
ЦСКА (Москва): 2003, 2005, 2006, 2012–13, 2013–14, 2015–16
- Володар Кубка Росії (7):

Локомотив (Москва): 2000-01
ЦСКА (Москва): 2004–05, 2005–06, 2007–08, 2008–09, 2010–11, 2012–13
- Володар Суперкубка Росії (7):

Локомотив (Москва): 2003
ЦСКА (Москва): 2004, 2006, 2007, 2009, 2013, 2014
- Володар Кубка УЄФА (1):

ЦСКА (Москва): 2004–05
Досягнення у збірній
- Бронзовий призер чемпіонату Європи (2008)

Особисті здобутки
- Заслужений майстер спорту Росії (2005)
- Кавалер «Ордена Дружби» (2006)[16]
- У списках «33 найкращих футболістів чемпіонату Росії» (10): № 1 (2001,2002,2003,2004,2005,2006,2007,2008,2009,2010)

## Сім'я
Сергій одружений, має трьох синів, двоє з яких від першого шлюбу. Останній — Сергій — народився 21 лютого 2008 року.

## Цікаві факти
- Сергій Ігнашевич є найрезультативнішим російським захисником[18]. Гол у відбірковому матчі до Євро-2012 проти збірної Андорри (6:0), що відбувся 11 жовтня 2011 року став 50-м у кар'єрі гравця[19].
- Є рекордсменом за кількістю включень до списку «33 найкращих».